# 月神黛眼蝶
月神黛眼蝶（學名：Lethe diana），又名黑蔭蝶、苔娜黛眼蝶、澳洲黑蔭蝶、黛睫竹眼蝶。是蛺蝶科眼蝶亞科的一種蛺蝶。其翅膀呈深褐色，具有眼狀紋圖案，翅展約為45–55 毫米。外觀上類似於白帶黛眼蝶；然而，白帶黛眼蝶翅膀上具有一道白色斑帶，這點使兩者有所區別。

## 描述
翅展範圍為45至55毫米。前翅呈深褐色，有時會出現白色帶狀斑紋，雌蝶上的圖案通常較為明顯。後翅同樣為深褐色，後方具有眼狀紋裝飾，前翅上約有一至兩枚小型眼紋，後翅上則有六枚大小不一的眼紋。翅脈呈明顯深褐色。

## 分布
可見於俄羅斯的沿海地區，如濱海邊疆區、庫頁島與南千島群島。在日本則分布於北海道、本州、四國、九州及對馬島。
本種在台灣為疑問種。

## 棲地
生活於平地至山區的落葉林中。卵單獨產於竹葉背面。

## 幼蟲寄主植物
幼蟲以禾本科赤竹屬的千島赤竹（Sasa kurilensis）為食。

## 亞種
- Lethe diana diana
- Lethe diana australis
- Lethe diana sachalinensis[2]（南庫頁島）
- Lethe diana tomariope[2]（千島群島）
- Lethe diana mikuraensis[2]（日本本州）